# Macranthera flammea
Macranthera flammea är en snyltrotsväxtart som först beskrevs av Bartr., och fick sitt nu gällande namn av Francis Whittier Pennell. Macranthera flammea ingår i släktet Macranthera och familjen snyltrotsväxter. Inga underarter finns listade i Catalogue of Life.